# Diospyros vignei
Diospyros vignei là một loài thực vật có hoa trong họ Thị. Loài này được F.White mô tả khoa học đầu tiên năm 1963.